# Sprzągle
Sprzągle (Thaliacea) – gromada pelagicznych zwierząt morskich zaliczanych do osłonic. W gromadzie opisano około 70 gatunków. Żyją w morzach strefy międzyzwrotnikowej. Osiągają długość od 2 do 20 cm. Unoszą się w toni wodnej pojedynczo lub tworzą kolonie osiągające do 3 m długości.

## Budowa
Sprzągle to pelagiczne, filtrujące zwierzęta o beczułkowatym, przezroczystym ciele, które poruszają się dzięki odrzutowi filtrowanej przez nie wody.

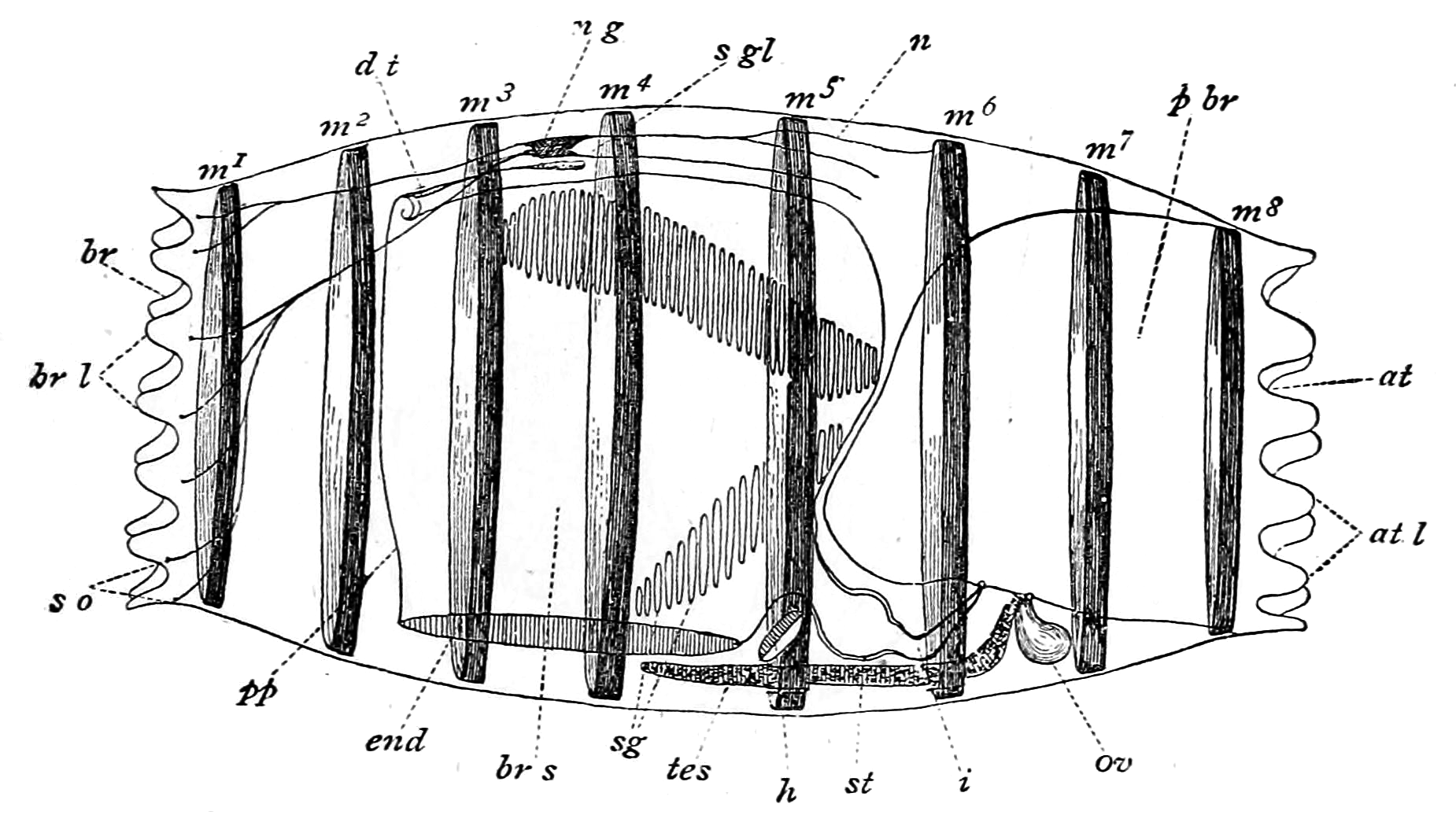
Przedstawiciel rzędu Doliolida. Otwór wlotowy po lewej stronie. Wyraźnie widoczne osiem okrężnych obręczy mięśniowych.

Budową ciała sprzągle przypominają żachwy – posiadają otwór wlotowy prowadzący do obszernej gardzieli przebitej otworami skrzelowymi, endostyl i atrium, do którego uchodzi odbyt; ciało pokrywa zawierająca celulozę i pojedyncze komórki tunika. Największą różnicą w stosunku do żachw jest naprzeciwległe położenie syfonu wlotowego i wylotowego. U przedstawicieli rzędów Doliolida i Salpida występują charakterystyczne okrężne obręcze mięśniowe, których skurcze uczestniczą w przepompowywaniu wody przez ciało tych osłonic. U sprzągli widoczna jest również tendencja do redukowania stopnia złożenia kosza skrzelowego – u pyrosomidów przypomina on kosz skrzelowy żachw z wieloma rzędami szczelin skrzelowych, u doliolidów znacznie mniej liczne perforacje występują tylko na granicy gardzieli i leżącego za nią atrium, natomiast u salp występują tylko dwa duże otwory.

## Cykle życiowe i rozmnażanie
Wśród wszystkich sprzągli ważną rolę w cyklach życiowych odgrywa ich zdolność do tworzenia kolonii. Pyrosomidy występują tylko w postaci kolonijnej, natomiast u doliolidów i salp występują naprzemienne pokolenia kolonijne i osobnicze. Ponadto u kolonii doliolidów występuje wyraźne zróżnicowanie morfologiczne i funkcjonalne zooidów (cecha unikatowa wśród wszystkich kolonijnych osłonic).
Wszystkie sprzągle są zdolne do pączkowania, które zachodzi w trakcie powstawania form kolonijnych. Thaliacea są organizmami hermafrodytycznymi, zapłodnienie może być zarówno wewnętrzne (Salpida i Pyrosomida), jak i zewnętrzne (Doliolida). U doliolidów występuje stadium kijankowatej larwy, którego brak u pozostałych przedstawicieli gromady.

## Ekologia
Wszystkie sprzągle to pelagiczni filtratorzy. Uważa się, że opadające na dno martwe sprzągle odgrywają ważną rolę w obiegu węgla we Wszechoceanie.

## Systematyka
Wyróżniono następujące rzędy:
- Doliolida – beczułkowce
- Pyrosomida – iskrzyłudy
- Salpida – salpy

Pokrewieństwa między poszczególnymi rzędami ustalone na podstawie danych molekularnych:
|  | Pyrosomida                                            |
|  |                                                       |
|  | \| \| Salpida \| \| \| \| \| \| Doliolida \| \| \| \| |
|  |                                                       |
|  | Salpida                                               |
|  |                                                       |
|  | Doliolida                                             |
|  |                                                       |

|  | Salpida   |
|  |           |
|  | Doliolida |
|  |           |

## Ewolucja

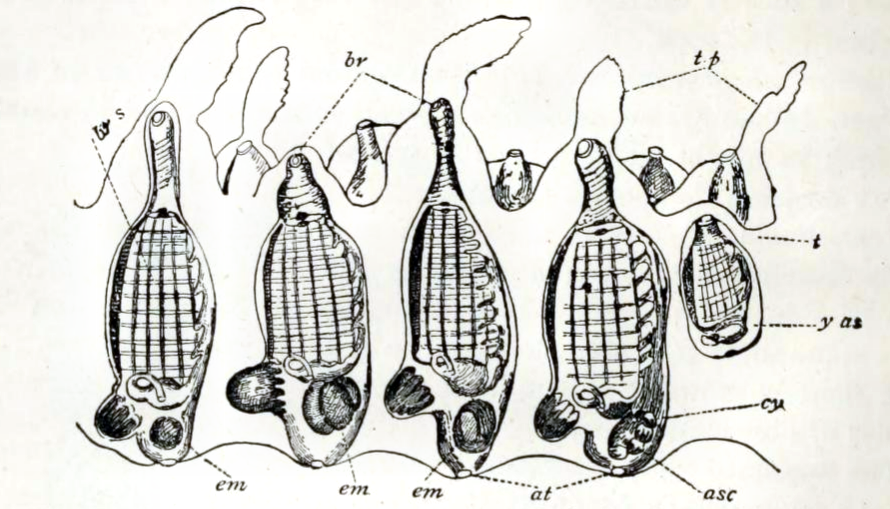
Schematyczny przekrój przez kolonię Pyrosomida, widoczne kosze skrzelowe przypominające te występujące u żachw.

Na podstawie danych molekularnych ustalono, że żachwy są grupą parafiletyczną względem sprzągli, a rząd Enterogona stanowi klad siostrzany gromady Thaliacea. Pyrosomidy uważane są za posiadające najbardziej pierwotną budowę i sposób życia spośród dzisiejszych sprzągli, stanowiąc swoiste ogniwo pośrednie między żachwami a doliolidami i salpami. Do cech pierwotnych obecnych u Pyrosomida można zaliczyć:
- budowę kosza skrzelowego, przypominającego ten występujący u żachw,
- brak przemiany pokoleń w cyklu życiowym,
- brak obręczy mięśniowych i związanego z nim mechanizmu filtracji (u Pyrosomida woda porusza się dzięki ruchowi rzęsek).

Z drugiej strony warto zauważyć, że spośród sprzągli jedynie u doliolidów występuje kijankopodobna larwa – jej utrata musiała więc nastąpić niezależnie w liniach prowadzących do Pyrosomida i Salpida.
W toku ewolucji sprzągli widoczna jest tendencja do komplikowania cyklu życiowego, wykształcania się specjalizacji poszczególnych zooidów w koloniach oraz do upraszczania budowy kosza skrzelowego.
W zapisie kopalnym brak przedstawicieli sprzągli.